# Alfons Gubern Campreciós

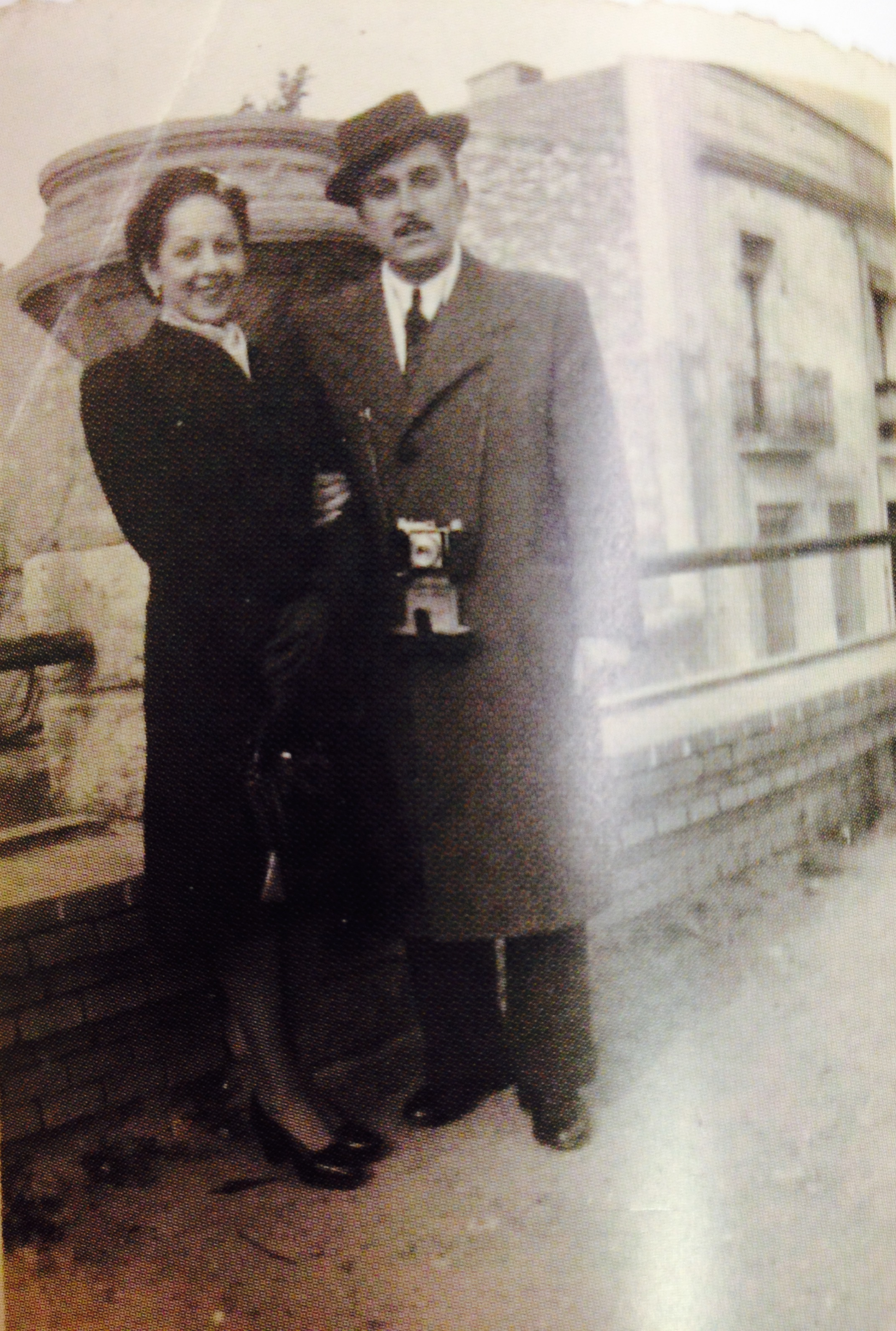
Alfons Gubern Campreciós con su esposa, Antònia Clapés Vilaplana, en la Plaza Mayor de Castellar del Vallés.

Alfons Gubern Campreciós  (Sabadell, 23 de marzo de 1916 - Castellar del Vallés, 22 de septiembre de 1980) fue un pintor paisajista español.

## Biografía
Alfons Gubern nace en Sabadell el 23 de marzo de 1916, en la casa nº26 de la calle Zurbano. Es hijo de un industrial tintorero de la ciudad, Feliu Gubern Mañà, y de Margarida Campreciós Boada, nacida en el barrio de Sants de Barcelona. Junto con su hermano gemelo Feliu, son los sextos de siete hermanos. En su infancia cursó los estudios básicos primero en Sabadell, luego en Vienne (Francia) donde se traslladó su familia, y por último en Castellar del Vallés, donde se instalan definitivamente. De muy pequeño ya sabe que ha nacido con una vocación: la pintura. Con seis años compra su primera caja de pinturas. En Francia, al no dominar la lengua, se pasa las horas pintando, y cuando le preguntaban, él respondía: 'antes un pintor pobre que un empresario rico'. Así que a los 13 años de edad sus padres lo inscriben a las clases de Josep Olivet Legares. 
En terminar los estudios, en 1934, su maestro Olivet le ofrece dar clases en las distintas escuelas donde él da clases (la Casa de la Caridad, los Escolapios de Sant Antoni..., todas en Barcelona). Inicia así una actividad docente que no abandonó nunca. A los 16 años de edad, en 1932, expone por primera vez sus obras. Pero su actividad pictórica se ve interrumpida por la Guerra Civil. En 1940 expone en las Galerías Laietanas de Barcelona. A partir de entonces realiza una cuarentena de exposiciones individuales en diferentes localidades: Barcelona, Bilbao, Zaragoza, Sabadell, Tarrasa, Castellar del Vallés, Suria..., a más de nombrosas aportaciones a exposiciones colectivas nacionales e internacionales. En 1945 expone en Buenos Aires y en Perú.
En 1947 se casa con Antonia Clapés Vilaplana. En 1948 nace su primera hija, María Rosa Gubern Clapés, y en 1949 la segunda, Margarida Gubern Clapés. 
En 1952 es premiado con la Medalla de Oro del premio Josep Masriera para paisajistas, donde el jurado era el Claustro de profesores de la escuela de Bellas Artes de Sant Jorge de Barcelona.
En 1957, 1960 y 1962 expone, tras haber estado seleccionado, en la Nacional de Bellas Artes de Madrid.
En 1968 expone una obra en el Museo Galliera de París, a petición del Comité Organizador de la Primera Biennal de Arte Contemporáneo.
En la década de los sesenta se incorpora a la Agrupación Narcís Giralt como profesor y asesor artístico en el departamento de Arte. Del 1963 al 1965 es presidente y después es nombrado subdirector general de la entidad.
En los siguientes años combina su carrera artística con la docencia.  
La mañana del 22 de septiembre de 1980, en total actividad profesional y vitalidad, y a punto de empezar un nuevo año escolar, muere repentinamente.
En el año 2015 se hace una exposición en su nombre.